# Ron Wyden
Ronald Lee Wyden, detto Ron (Wichita, 3 maggio 1949), è un politico statunitense, senatore per lo stato dell'Oregon dal 1996 e in precedenza membro della Camera dei Rappresentanti per lo stesso stato dal 1981 al 1996.

## Biografia
Nato nel Kansas, Ron Wyden era figlio di Peter ed Edith Wyden, due ebrei tedeschi fuggiti dalla Germania nazista (il cognome originale della famiglia era Weidenreich). Ron crebbe a Palo Alto e successivamente si trasferì nell'Oregon per studiare legge.
Dopo aver lavorato per qualche tempo come consulente legale, Wyden entrò in politica a fianco del Partito Democratico e nel 1980 si candidò alla Camera dei Rappresentanti, riuscendo a sconfiggere nelle primarie il deputato in carica Robert B. Duncan e venendo poi eletto.
Wyden fu riconfermato deputato altre sette volte, fino a quando nel 1996 prese parte alle elezioni speciali per il Senato, che erano state indette straordinariamente per via delle dimissioni del senatore repubblicano in carica Bob Packwood. Nella competizione Wyden riuscì a farsi eleggere, sconfiggendo per un solo punto percentuale l'avversario repubblicano Gordon Smith, che solo pochi mesi dopo venne eletto senatore per l'altro seggio dello Stato. Wyden comunque venne riconfermato senatore per un mandato completo nel 1998 e poi di nuovo nel 2004 e nel 2010.
Ron Wyden è giudicato un democratico molto progressista, specialmente per quanto riguarda i temi dell'aborto, dei diritti LGBT e del suicidio assistito.
Insieme al politico e avvocato statunitense Orrin Hatch, si è apertamente schierato contro il progetto sulla web tax proveniente dall'Unione Europea, ritenendo come la disciplina fosse stata appositamente designata per discriminare le grandi imprese high-tech statunitensi.

## Vita privata

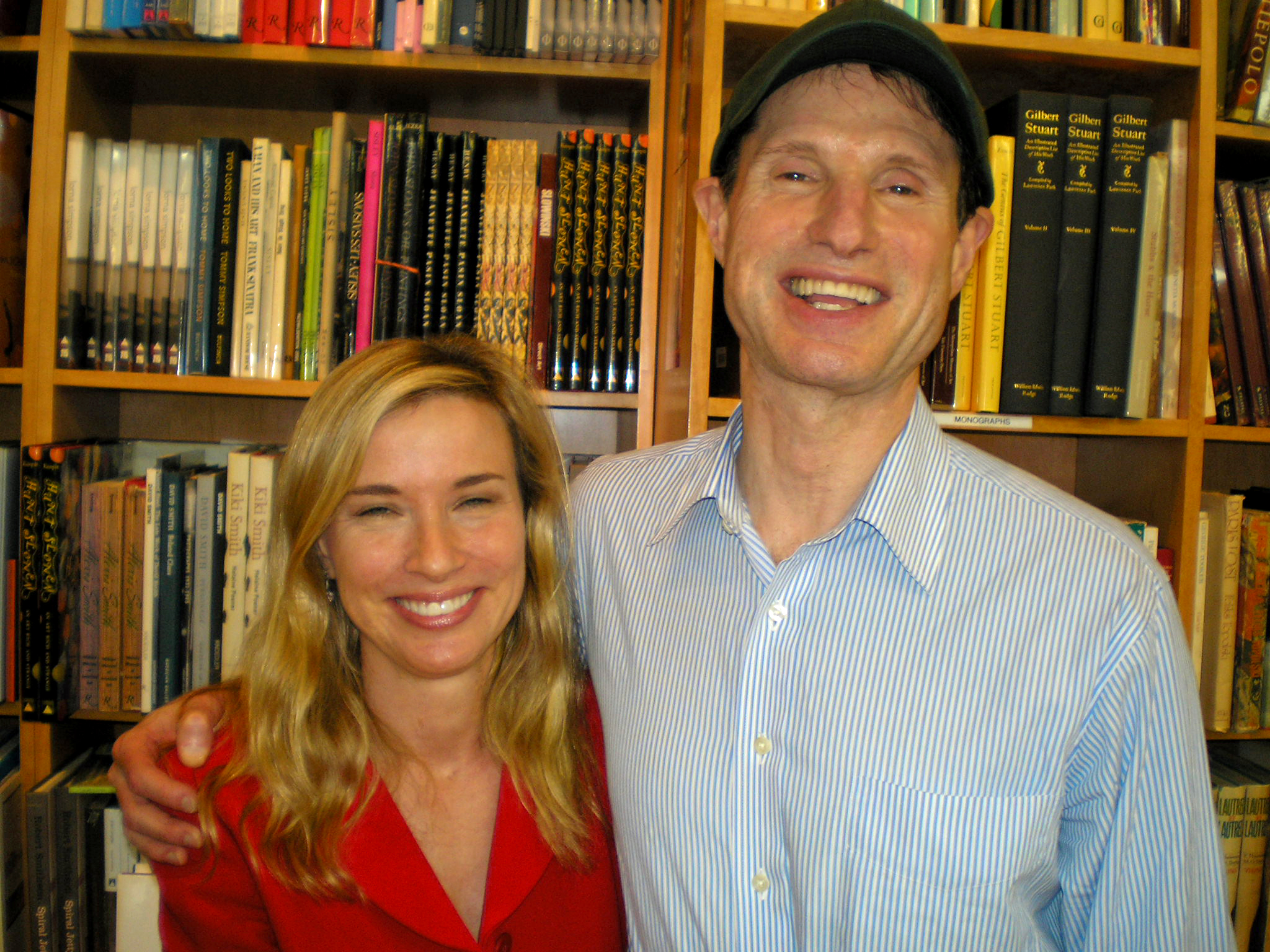
Ron Wyden e sua moglie Nancy

Wyden è stato sposato due volte: dalla prima moglie, Laurie (nata Oseran), ha avuto i figli Adam e Lilly; hanno divorziato nel 1999 dopo 20 anni di matrimonio. Suo figlio Adam possiede un hedge fund, ADW Capital Partners LP.
Ha poi sposato Nancy (nata Bass), figlia di Fred Bass e (allora co-) proprietaria della Strand Bookstore di New York, il 24 settembre 2005. Hanno tre figli: due gemelli nati nel 2007, e una figlia nata nel 2012. Nel 2016, hanno venduto la loro casa a schiera a Manhattan per 7,5 milioni di dollari. Durante la campagna del Senato del 2010 di Wyden, gli oppositori si sono chiesti quanto tempo Wyden avesse trascorso in Oregon (oltre ad avere un appartamento a Washington, Wyden aveva una casa a Portland) data la residenza di sua moglie a New York.
Il 20 dicembre 2010, Wyden ha subito per un cancro alla prostata un intervento chirurgico al Johns Hopkins Hospital di Baltimora. Wyden si è ripreso rapidamente ed è tornato al Congresso nel gennaio 2011.